# Список мастеров спорта Украины международного класса по футболу
Первыми футболистами, удостоенными звания стали игроки киевского «Динамо», которые в евросезоне 1998/1999 года вышли в полуфинал Лиги чемпионов, попав в четвёрку лучших команд континента.

## Список

### 1999
Звание присвоено 18 игрокам киевского «Динамо» за выход в сезоне 1998/1999 в полуфинал Лиги чемпионов.
- Ващук Владислав
- Венглинский Олег
- Головко Александр
- Гусин Андрей
- Дмитрулин Юрий
- Калитвинцев Юрий
- Кардаш Василий
- Кернозенко Вячеслав
- Кирюхин Александр
- Коновалов Сергей
- Кормильцев Сергей
- Косовский Виталий
- Михайленко Дмитрий
- Ребров Сергей
- Фёдоров Сергей
- Шевченко Андрей
- Шовковский Александр
- Яшкин Артём

### 2001
Звание присвоено 18 футболистам национальной студенческой сборной за завоевание серебряных медалей Летней Универсиады в Пекине (Китай).
- Антоненко Александр («Система-Борэкс», Бородянка)
- Батраченко Александр («Металлург», Запорожье)
- Беликов Виталий («Днепр», Днепропетровск)
- Браила Владимир («Металлург», Мариуполь)
- Бермудес Дмитрий («Металлист», Харьков)
- Бредун Евгений («Шахтёр», Донецк)
- Бундаш Мирослав («Закарпатье», Ужгород)
- Гречаный Василий («Подолье», Хмельницкий)
- Ерохин Андрей («Черноморец», Одесса)
- Жуков Вадим («Олком», Мелитополь)
- Ключик Сергей («Кривбасс», Кривой Рог)
- Козаченко Дмитрий («Нафком-Академия», Ирпень)
- Козориз Иван («Система-Борэкс», Бородянка)
- Кондратович Дмитрий («Днепр», Днепропетровск)
- Алексеенко Иван («Металлург», Запорожье)
- Скидан Ярослав («Шахтёр», Донецк)
- Телятников Алексей («Днепр», Днепропетровск)
- Шкред Олег («Шахтёр», Донецк)

### 2005
Звание присвоено 8 футболистам национальной сборной Украины, завоевавшей право на участие в финальной части чемпионата мира 2006 в Германии.
- Калиниченко Максим («Спартак», Москва, Россия)
- Милевский Артём («Динамо», Киев)
- Назаренко Сергей («Днепр», Днепропетровск)
- Пятов Андрей («Шахтёр», Донецк)
- Свидерский Вячеслав («Сатурн», Раменское, Россия)
- Чигринский Дмитрий («Шахтёр», Донецк)
- Шуст Богдан («Шахтёр», Донецк)
- Яценко Александр («Харьков»)

### 2007
Звание присвоено 19 футболистам национальной студенческой сборной за победу на Летней Универсиаде в Бангкоке (Таиланд).
- Башлай Андрей («Динамо», Киев)
- Бочкур Роман («Черноморец», Одесса)
- Войнаровский Роман («Крымтеплица», Молодёжное)
- Герасимюк Олег («Динамо», Киев)
- Гордя Игорь («Днепр», Днепропетровск)
- Гостев Вадим («Подолье», Хмельницкий)
- Гребинский Игорь («Прикарпатье», Ивано-Франковск)
- Гунченко Дмитрий («Ильичевец», Мариуполь)
- Запорожан Андрей («Энергетик», Бурштын)
- Иконников Владимир («Прикарпатье», Ивано-Франковск)
- Луценко Роман («Николаев»)
- Мисяйло Андрей («Ильичевец», Мариуполь)
- Монахов Антон («Крымтеплица», Молодёжное)
- Проневич Дмитрий («Днепр», Черкассы)
- Ревуцкий Николай («Прикарпатье», Ивано-Франковск)
- Старгородский Артём («Арсенал», Киев)
- Худобяк Игорь («Прикарпатье», Ивано-Франковск)
- Шевчук Андрей («Севастополь»)
- Штанько Артём («Ильичёвец», Мариуполь)

### 2009
Звание присвоено 8 футболистам национальной студенческой сборной за победу на Летней Универсиаде в Белграде (Сербия).
- Бахтияров Юрий («Буковина», Черновцы)
- Бобаль Матвей («Таврия», Симферополь)
- Кисилица Юрий (Черновцы[2])
- Крохмалюк Александр (ЦСКА, Киев)
- Микуляк Владислав («Закарпатье», Ужгород)
- Пискун Владислав («Севастополь»)
- Репа Алексей («Арсенал», Киев)
- Чорний Василий («Нива», Тернополь)

В августе звание присвоено 18 футболистам юношеской сборной (до 19 лет) за победу на чемпионате Европы:
- Базилевич, Вячеслав Анатольевич (1990; «Шахтёр», Донецк)
- Белый, Максим Игоревич (1990; «Шахтёр», Донецк)
- Бутко, Богдан Евгеньевич (1991; «Шахтёр», Донецк)
- Виценец, Виталий Владимирович (1990; «Шахтёр», Донецк)
- Гармаш, Денис Викторович (1990; «Динамо», Киев)
- Ерёменко, Дмитрий Сергеевич (1990; «Динамо», Киев)
- Каверин, Виталий Викторович (1990; «Днепр», Днепропетровск)
- Карноза, Артур Александрович (1990; «Днепр», Днепропетровск)
- Коркишко, Дмитрий Юрьевич (1990; «Динамо», Киев)
- Кривцов, Сергей Андреевич (1991; «Металлург», Запорожье)
- Кушниров, Дмитрий Александрович (1990; «Динамо», Киев)
- Левченко, Игорь Александрович (1991; «Олимпик» Донецк)
- Люлька, Сергей Николаевич (1990; «Динамо», Киев)
- Парцвания, Темур Рафиелович (1991; «Динамо», Киев)
- Петров, Кирилл Валентинович (1990; «Динамо», Киев)
- Рыбалка, Сергей Александрович (1990; «Динамо», Киев)
- Чайковский, Игорь Геннадьевич (1991; «Шахтёр», Донецк)
- Шевчук, Сергей Анатольевич (1990; «Динамо», Киев)

### 2019
Звание присвоено футболистам юношеской сборной (до 20 лет) за победу на чемпионате мира
| №              | Имя                  | Клуб               | Дата рождения    | Возраст | Игр     | Голов   |
| Вратари        | Вратари              | Вратари            | Вратари          | Вратари | Вратари | Вратари |
| -------------- | -------------------- | ------------------ | ---------------- | ------- | ------- | ------- |
| 1              | Андрей Лунин         | Леганес            | 11 февраля 1999  | 20      |         |         |
| 12             | Владислав Кучерук    | Динамо (Киев)      | 14 февраля 1999  | 20      |         |         |
| 20             | Дмитрий Ризнык       | Ворскла            | 30 января 1999   | 20      |         |         |
| Защитники      |                      |                    |                  |         |         |         |
| 2              | Валерий Бондарь      | Шахтёр             | 27 февраля 1999  | 20      |         |         |
| 3              | Александр Сафронов   | Днепр-1            | 11 июня 1999     | 19      |         |         |
| 4              | Денис Попов          | Динамо (Киев)      | 17 февраля 1999  | 20      |         |         |
| 5              | Олег Веремиенко      | Калуш              | 13 февраля 1999  | 20      |         |         |
| 9              | Виктор Корниенко     | Шахтёр             | 14 февраля 1999  | 20      |         |         |
| 13             | Даниил Безкоровайный | Земплин            | 7 февраля 1999   | 20      |         |         |
| 17             | Ефим Конопля         | Шахтёр             | 26 августа 1999  | 19      |         |         |
| 19             | Игорь Снурницын      | Олимпик            | 7 июня 2000      | 19      |         |         |
| Полузащитники  |                      |                    |                  |         |         |         |
| 6              | Максим Чех           | Шахтёр             | 3 января 1999    | 20      |         |         |
| 7              | Георгий Цитаишвили   | Динамо (Киев)      | 18 ноября 2000   | 18      |         |         |
| 8              | Алексей Хахлёв       | Алавес             | 6 февраля 1999   | 20      |         |         |
| 10             | Сергей Булеца        | Динамо (Киев)      | 16 февраля 1999  | 20      |         |         |
| 15             | Кирилл Дришлюк       | Александрия        | 16 сентября 1999 | 19      |         |         |
| 16             | Николай Мусолитин    | Черноморец         | 21 января 1999   | 20      |         |         |
| 21             | Алексей Кащук        | Шахтёр             | 29 июня 2000     | 19      |         |         |
| Нападающие     |                      |                    |                  |         |         |         |
| 11             | Владислав Супряга    | Динамо (Киев)      | 15 февраля 2000  | 19      |         |         |
| 14             | Даниил Сикан         | Мариуполь          | 16 апреля 2001   | 18      |         |         |
| 18             | Денис Устименко      | Александрия        | 12 апреля 1999   | 20      |         |         |
| Главный тренер |                      |                    |                  |         |         |         |
| Флаг Украины   | Александр Петраков   | Александр Петраков | 6 августа 1957   | 61      |         |         |